# Brunkindad tangara
Brunkindad tangara (Tangara rufigenis) är en fågel i familjen tangaror inom ordningen tättingar.

## Utseende
Brunkindad tangara är en mycket vacker blå tangara med rostbrun ögonmask. Ryggen är mörkare akvamarinblå, undersidan övervägande turkos. Buken är gräddfärgad och undre stjärttäckarna kanelbruna. Könen är lika. 

## Utbredning och systematik
Fågeln förekommer i kustnära berg i norra Venezuela (södra Lara till Caracas (Distrito Federal)). Den behandlas som monotypisk, det vill säga att den inte delas in i några underarter.

## Levnadssätt
Brunkindad tangara är en ovanlig fågel i molnskogar och skogsbryn, vanligast på medelhög höjd. Den ses vanligen enstaka, men även i smågrupper och artblandade flockar födosökande i trädtaket ner till skogens mellersta skikt.

## Status
Trots det begränsade utbredningsområdet och att den tros minska i antal anses beståndet vara livskraftigt av internationella naturvårdsunionen IUCN.